# Batalla de Nauheim
La Batalla de Nauheim, también conocida como la Batalla de Johannisberg o de Johannesberg fue una batalla de la Guerra de los Siete Años librada cerca de Nauheim en el Landgraviato de Hesse-Kassel el 30 de agosto de 1762. Las tropas francesas bajo el mando de Louis Joseph, Príncipe de Condé, derrotó a las tropas hannoverianas y británicas bajo el mando del Duque Fernando de Brunswick.